# Кейсівілл (Іллінойс)
Кейсівілл (англ. Caseyville) — селище (англ. village) в США, в окрузі Сент-Клер штату Іллінойс. Населення — 4400 осіб (2020).

## Географія
Кейсівілл розташований за координатами 38°37′50″ пн. ш. 90°2′2″ зх. д. / 38.63056° пн. ш. 90.03389° зх. д. (38.630470, -90.034019).  За даними Бюро перепису населення США в 2010 році селище мало площу 18,56 км², з яких 18,15 км² — суходіл та 0,41 км² — водойми.

## Демографія
Згідно з переписом 2010 року, у селищі мешкало 4245 осіб у 1660 домогосподарствах у складі 1059 родин. Густота населення становила 229 осіб/км².  Було 1852 помешкання (100/км²).
Расовий склад населення:
| - 84,3 % — білих - 9,8 % — чорних або афроамериканців - 0,5 % — корінних американців - 0,5 % — азіатів - 0,1 % — вихідців з тихоокеанських островів - 2,7 % — осіб інших рас |

До двох чи більше рас належало 2,1 %. Частка іспаномовних становила 9,2 % від усіх жителів.
За віковим діапазоном населення розподілялося таким чином: 22,4 % — особи молодші 18 років, 61,0 % — особи у віці 18—64 років, 16,6 % — особи у віці 65 років та старші. Медіана віку мешканця становила 40,0 року. На 100 осіб жіночої статі у селищі припадало 93,0 чоловіків;  на 100 жінок у віці від 18 років та старших — 92,4 чоловіків також старших 18 років.
Середній дохід на одне домашнє господарство  становив 53 333 долари США (медіана — 36 798), а середній дохід на одну сім'ю — 64 503 долари (медіана — 57 596). Медіана доходів становила 37 424 долари для чоловіків та 33 194 долари для жінок. За межею бідності перебувало 20,3 % осіб, у тому числі 25,2 % дітей у віці до 18 років та 13,3 % осіб у віці 65 років та старших.
Цивільне працевлаштоване населення становило 1771 осіб. Основні галузі зайнятості: освіта, охорона здоров'я та соціальна допомога — 15,6 %, мистецтво, розваги та відпочинок — 14,9 %, транспорт — 11,2 %, науковці, спеціалісти, менеджери — 11,2 %.